# Pygopleurus orientalis
Pygopleurus orientalis es una especie de coleóptero de la familia Glaphyridae.

## Distribución geográfica
Habita en Israel y Líbano.